# Horoskop

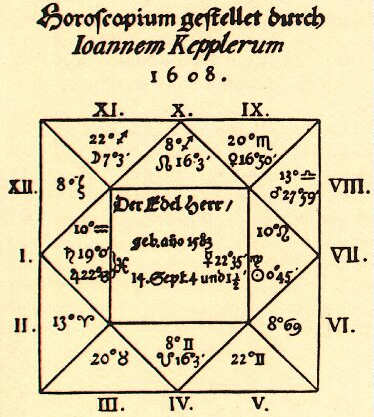
Johannes Keplers Horoskop für Wallenstein, dem er hinzufügte: „Ich habe das Horoskop erst aufgestellt, als ich sicher war, daß meine Arbeit für jemanden berechnet war, der die Philosophie versteht und nicht unvereinbar dem Aberglauben unterlegen ist.“

Das Horoskop (von altgriechisch ὥρα hōra „Zeitabschnitt, Tageszeit, Stunde“ und σκοπεῖν skopéin „beobachten“), unter anderem auch Geburtsbild und in älterer Zeit Nativität genannt, ist das wichtigste Hilfsmittel der Astrologie. Die Hauptelemente eines Horoskopes sind für gewöhnlich der Aszendent und das Medium coeli sowie die Horoskophäuser, Himmelskörper wie Sonne, Mond und Planeten und ihre Aspekte zueinander, die Tierkreiszeichen und Mondknoten. Die Horoskopzeichnung zeigt in einer lediglich zweidimensionalen Perspektive das Sonnensystem aus geozentrischer Sicht (Erd-Sicht), wobei der Ort, für den das Horoskop erstellt wird, nach geografischer Länge und Breite berücksichtigt wird. Grundlagen sind astronomische Berechnungsmethoden der Himmelsmechanik. Früher wurden zur Berechnung die Ephemeriden und sogenannte Häusertabellen (zur Berechnung der Horoskop-Häuser) genutzt; heute wird meistens eine Astrologie-Software verwendet, die darauf zurückgreift.
Das Wort Horoskop meint in der Astrologie nur die Grafik und die tabellarische Abbildung, in der Öffentlichkeit werden darunter teils auch sogenannte Zeitungshoroskope (siehe Abschnitt Horoskoparten) verstanden.
In einer bekannten Überprüfung mit einer Kontrollgruppe und ordnungsgemäßer Verblindung haben Geburtshoroskop-Deutungen keine über den Zufall hinausgehenden Treffer gezeigt. Dies bestätigen diverse weitere wissenschaftliche Tests und Auswertungen auch für andere Horoskopdeutungen und Prognosemethoden wie Prognosen. Darüber hinaus können Persönlichkeitsbeschreibungen und Vorhersagen so allgemein und vage gehalten werden, dass sich viele Menschen davon als zutreffend beschrieben fühlen, was als Barnum-Effekt bezeichnet wird.

## Geschichte

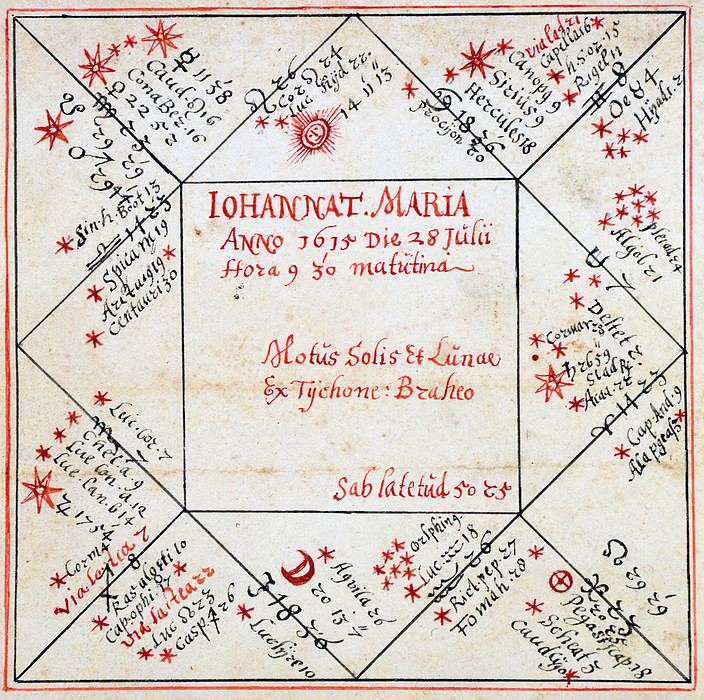
Typische alte Form eines Geburtshoroskopes: Horoskop für Johannette Maria zu Wied (1615–1715), Tochter des Grafen Hermann II. zu Wied (1581–1631) und der Juliane Elisabeth zu Solms-Lich (1592–1649). Handschrift auf Papier, Obere Grafschaft Wied, 1615

Die Astrologie entstand antik zunächst als Mundanastrologie, seit dem Hellenismus kamen noch vor Christi Geburt die Astrologie-Bereiche der Geburtshoroskopie, der Katarchen-Horoskope für den besten Zeitpunkt eines öffentlichen oder privaten Handlungsbeginnes sowie das sogenannte thema mundi dazu, einer Art „Ur-Horoskop“ für den legendären Zeitpunkt der Welterschaffung. Heute wird unter Astrologie meist nur die Geburtshoroskopie verstanden.
Als Horoskopus wurde in der Antike ursprünglich das gesamte, am Ost-Horizont aufsteigende Tierkreiszeichen und später ausschließlich der aufsteigende Ekliptikgrad am Osthorizont bezeichnet, der heute Aszendent genannt wird. Die Beobachtung des aufsteigenden Tierkreiszeichen hat seinen antiken Ursprung in der altägyptischen Beobachtung der am Ost-Horizont aufsteigenden sogenannten Dekane mit je 10° Ausdehnung, Sterngruppen, die die Zeitmessung erlaubten und von denen es in altägyptischer Zeit 36 gegeben hatte. Wahrscheinlich überlagerten sich im 3. Jh. v. Chr. im Ptolemäischen Ägypten die 36 Dekane, mit je 10° Ausdehnung, mit den 12 babylonischen Tierkreiszeichen zu je 30° Ausdehnung, welche seither jeweils drei Dekane enthalten. Mit der Entwicklung des Aszendenten als Ausgangspunkt des „Gesamt“-Horoskopes wohl in der Zeit des Ptolemäischen Ägypten ebenfalls ab dem 3. Jhr. v. Chr. entstanden aus den 12 Tierkreiszeichen ab dem Aszendenten die frühesten Horoskop-Häuser bzw. „Orte“ im Horoskop, die also mit der Tierkreiszeichen-Abfolge ab dem Aszendenten identisch waren. Entsprechend findet man in den Horoskopen vor 200 n. Chr. bisher ausschließlich die Übereinstimmung der 12 Orte oder Häuser des Horoskopes mit den 12 Tierkreiszeichen im Horoskop.
In der Gegenwartsastrologie wird die gesamte graphische Darstellung bzw. Zeichnung als Horoskop bezeichnet, die alle deutungsrelevanten Faktoren enthält und sich im Laufe der Geschichte sehr gewandelt hat.
Die bisher vermutlich älteste Horoskop-Grafik der westlichen Astrologie mit der Darstellung und Nennung des Aszendenten stammt aus der ersten Hälfte des ersten Jahrhunderts nach Chr. und wurde im 19. Jahrhundert in Ägypten gefunden. Seit Ptolemäus hat sich die Verwendung des tropischen Tierkreises in der westlichen Hemisphäre durchgesetzt, der mit dem Frühlingspunkt beginnt, während in der „vedischen“ (indischen) Astrologie allerdings die Verschiebung des Frühlingspunktes seit dem Altertum ignoriert wird.

## Elemente
In der westlichen Astrologie finden sich in einem Horoskop in der Regel folgende Horoskopelemente (auch Horoskopfaktoren oder Deutungsfaktoren):
- Aszendent und Medium coeli, allgemein die Kardinalpunkte
- Horoskop-Häuser
- Positionen der Himmelskörper (Sonne, Mond, Planeten oder in einigen Astrologieschulen auch Asteroiden und Zwergplaneten)
- sensitive Punkte, das sind Punkte, denen kein Himmelskörper entspricht, die aber dennoch Bedeutung haben,  wie zum Beispiel die Mondknoten oder die sogenannte Lospunkte
- Aspekte, Winkelbeziehungen zwischen Horoskopfaktoren.

Horoskope liegen meist in Form einer Grafik vor. Früher war ein quadratisches Schema verbreitet, das die Positionen der Horoskopfaktoren innerhalb der Häuser zeigte. Heute sind kreisförmige Darstellungen üblich, wobei der Tierkreis mit den Tierkreiszeichen und Gradeinteilungen den Kreisrand bildet. Die Tierkreiszeichen selbst gelten nicht als Horoskopfaktoren.

## Behauptete Herleitung
Die Astrologie beruhte bis ins 18. Jh. vielfach auf der Annahme, dass es eine physikalische Wirkung von Positionen und Bewegungen der Himmelskörper auf die sublunare Sphäre gäbe und damit auf die Erde sowie alle irdische Natur, dadurch auf die menschliche Gemeinschaft sowie letztlich die Menschen selbst. Ab dem europäisch-christlichen Frühmittelalter häufig unter dem Begriff der so genannten „natürlichen Astrologie“ geführt, sollten die Himmelskörper beispielsweise auf das Wetter, die Landwirtschaft und in der Medizin, auf alle materiell-körperlichen Dinge wirken. Auf der anderen, weit weniger eindeutig „physikalisch“ verstandenen Seite stand besonders die auch schon früher umstrittene Geburtshoroskop-Astrologie mit ihrer behaupteten Auswirkung auf das Leben der Menschen, die oft den Anspruch erhoben hatte, zukünftige Entwicklungen des individuellen menschlichen Lebens vorhersagen zu können und die in ihren Deutungen oft genug tatsächlich oder vermeintlich lang tradierte, weit zurück reichende Astrologie-Erfahrungen wiederholte. Ein eher esoterisches Verständnis, bereits aus dem Übergang zwischen Antike und Spätantike überliefert und vor allem ab dem 20. Jh. in der Astrologie wirksam, wird in der hermetischen Tabula Smaragdina als Analogiegesetz formuliert: „Wie oben, so unten.“ Diese Weltsicht war und ist wohl eher im weiteren Sinne religiöser Natur.
So kann ein Geburtshoroskop nach Ansicht von Astrologen den Lebensplan (Anlagen, Chancen, Charakter, Schicksal) eines Menschen oder im Falle eines Ereignisses die Qualität der Zeit (Ursachen, Auswirkungen, Sinn) erklären helfen. Nach Meinung anderer Astrologen beschreibt die Zeitqualität beim Geburtsaugenblick eines Menschen (oder Gründungszeitpunkt auch einer Organisation wie bspw. ein Staat) vor allem jene Anfangsenergie, mit der ein Leben (oder zum Beispiel ein Staat) beginnt. Insofern lassen sich demzufolge auch später noch Informationen über Grundeigenschaften und Entwicklungen ablesen, auf die immer wieder zurückgegriffen werden kann, solange ein Mensch lebt bzw. eine Organisation besteht. Der neu geborene Mensch werde auf allen Ebenen (körperlich, seelisch, geistig) einem Energiefeld ausgesetzt, das ihm sein Lebensthema mit auf den Weg gibt.
Das Geburtshoroskop als astrologische Charakteranalyse soll damit der Selbsterkenntnis dienen, zumindest entlang des modernen, westlichen und Ich-zentrierten Mainstreams der psychologischen Geburtshoroskop-Deutung. Die Mehrzahl der psychologisch orientierten Astrologen sieht in einem Horoskop ein geistig-symbolisches Modell, das sich auf der Grundlage von Synchronizität oder Gleichzeitigkeit nach Rhythmen orientiert. Dabei wird nicht in kausaler Logik gedacht, sondern in Analogien, wie auch in der Psychoanalyse, Traumanalyse und Graphologie.

## Horoskoparten

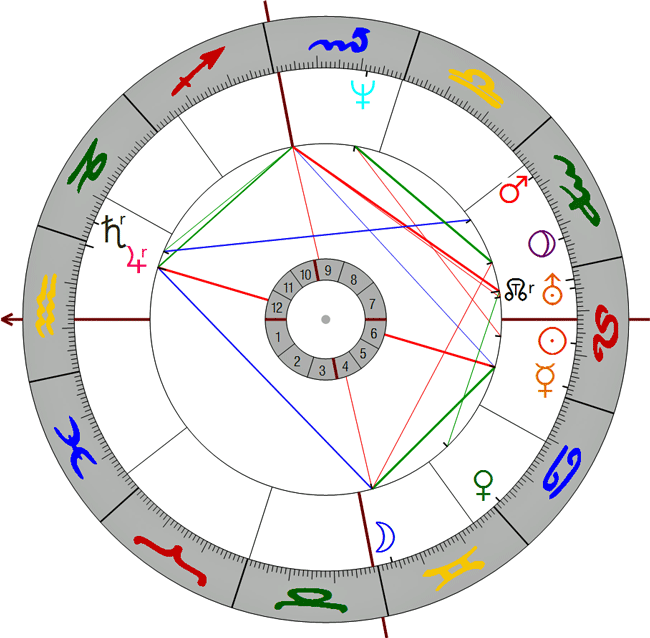
Die charakterprägende Zeitqualität am Beispiel des Geburtshoroskopes von Barack Obama, der am 4. August 1961 um 19h24 in Honolulu geboren wurde. Äußerer Ring: 12 Tierkreiszeichen; innerer Ring: 12 Häuser mit den Symbolen verschiedener Gestirne. Rote Linien ~ disharmonische, grüne und blaue Linien ~ harmonische Winkel (Aspekte).

„Das Horoskop ist die astronomische Skizze der Himmelssituation im Augenblick der Geburt eines Menschen vom Geburtsort aus gesehen. Dieses Geburtsbild zeigt die Stellung der Gestirne in ihrem Lauf durch den Tierkreis sowie ihre Positionen in den Kraftfeldern/Sektoren/Zonen, auch Häuser genannt. […] Das Horoskop, auf einen Menschen bezogen, ist ein Deutungsmittel zur Erfassung der Persönlichkeit: in der psychologischen Praxis ein Persönlichkeitstest.“
Zeitungshoroskope werten im Unterschied dazu lediglich das Tierkreiszeichen aus, in dem die Sonne bei der Geburt steht, sie sind daher aus astrologischer Sicht keine Horoskope und bieten auch keine Horoskop-Grafik. Der Astrologe und Psychoanalytiker Fritz Riemann kritisiert dies als Banalisierung der Astrologie, die mit Horoskopie nichts zu tun habe. Laut Riemann sprechen die Aussagen solcher Horoskope Wünsche und Erwartungen der Leser an oder geben verwaschene Warnungen. Zeitungshoroskope enthalten allgemeingültige, vage Aussagen, welche vom Leser mit hoher Wahrscheinlichkeit als zutreffend erachtet werden (siehe Barnum-Effekt).
Geburtshoroskope und stundenastrologische Fragehoroskope gehören zur Individualastrologie, da sie sich mit dem einzelnen Menschen beschäftigen. Synastrien, Komposite sowie Kombine sind Teil der Individualastrologie, wenn sie Geburtshoroskope verwenden. Mundanhoroskope und politische Horoskope sind Teil der Mundanastrologie, da sie sich mit kollektiven und natürlichen Ereignissen wie Wetter und Naturkatastrophen, mit Ländern und ihren Herrschern (als Teil eines Kollektives, einer Gemeinschaft), mit Gründungen von Staaten und Parteien, Wahlen und Währungseinführungen usw. beschäftigen.

### Geburtshoroskop
Der „Klassiker“ unter den Horoskopen. Unter der genauen Angabe von Geburtsdatum, Geburtszeit und Geburtsort wird die Radix (lat. „Wurzel“, Grundhoroskop) berechnet. Dem Mainstream der modernen westlichen Astrologie zufolge kann man aus dem Geburtshoroskop den Charakter und andere Persönlichkeitsmerkmale des Geborenen herauslesen. Ursprünglich wurde in frühen Epochen der menschlichen Geschichte – etwa im alten Babylonien – aus der Beobachtung von vermeintlichen Zusammenhängen zwischen den Himmelskörpern und den Ereignissen des menschlichen Lebens das Schicksal der Betroffenen in knappen Sprüchen ('Omen'-Astrologie) prophezeit. So wurde zum Geburtszeitpunkt eines künftigen Herrschers der Planetenstand festgehalten, um daraus das Schicksal des Neugeborenen abzulesen. Besondere Planetenstellungen galten meist als Zeichen einer großen Macht des neuen Herrschers.

### Stundenastrologisches Fragehoroskop

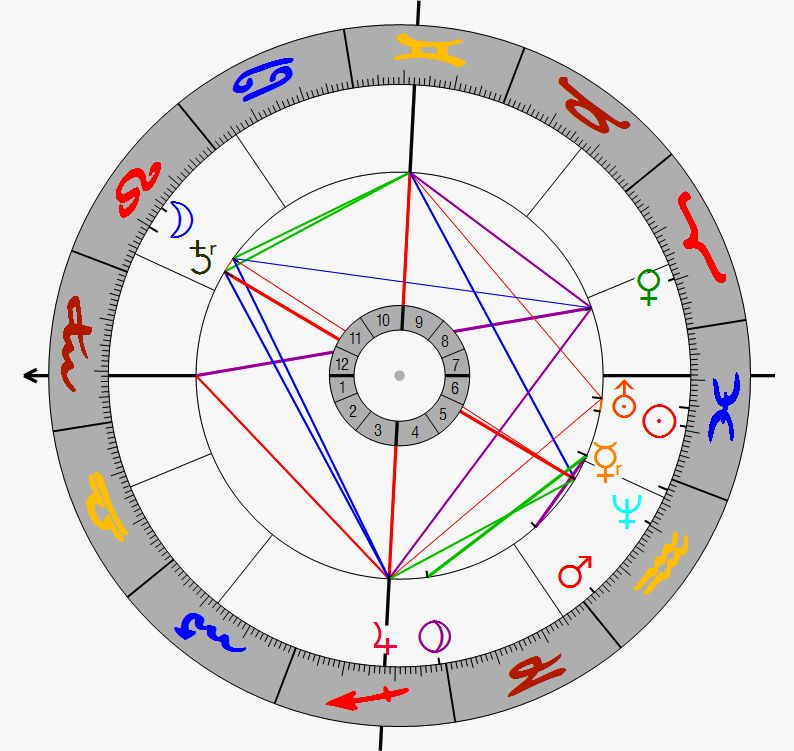
Stundenastrologisches Fragehoroskop, hier beispielsweise zur Frage: Werde ich meinen Arbeitsplatz verlieren?

Die Stundenastrologie ist ein sehr altes Teilgebiet der Astrologie, bei dem es darum geht, eine konkrete Frage aus einem Horoskop zu beantworten. Dieses wird für den Frage-Augenblick und (meist) auf den Ort des Astrologen erstellt. Meist beziehen sich die Fragen auf eine Entscheidung oder auf ein Ereignis, über das Unsicherheit herrscht, zum Beispiel im Bereich Gesundheit, Beruf, Partnerschaft oder Reise. Die Deutung erfolgt nach den Regeln der klassischen Astrologie. So wird beispielsweise nur mit den alten Herrschern der Tierkreiszeichen gearbeitet – wenngleich die modernen Planeten Uranus, Neptun und Pluto in der Deutung durchaus eine Rolle spielen können – und die Aspekte werden in „gute“ und „schlechte“ eingeteilt.
Bei der Deutung berücksichtigt der Astrologe i. d. R. nicht das Horoskop in seiner Gesamtheit, sondern in erster Linie spezielle Signifikatoren, die mit der Frage zusammenhängen. Das können nur wenige Planeten, Zeichen oder Häuser sein.

### Mundanhoroskop und politisches Horoskop

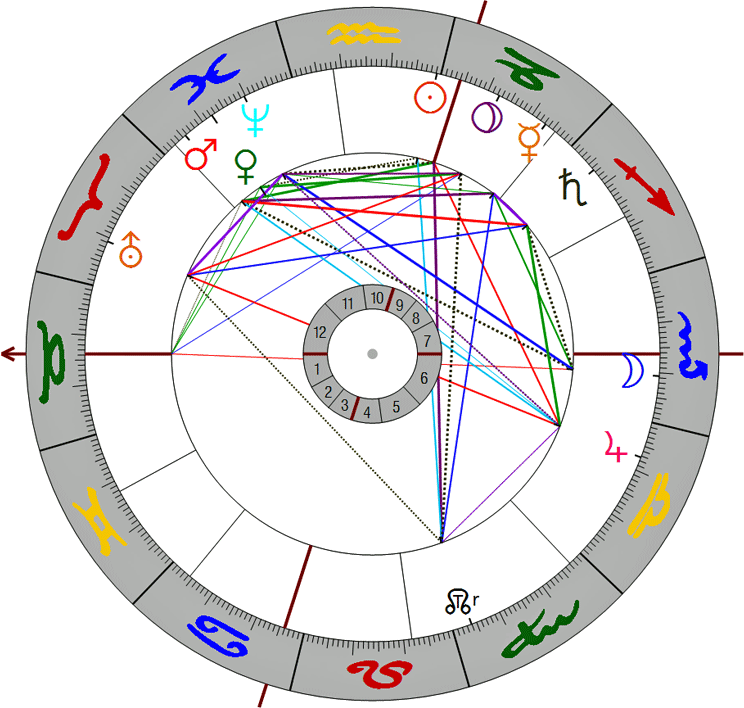
Modernes Mundanhoroskop: Vereidigung von Donald Trump am 20. Januar 2017, 12h.

Mundanhoroskope und politische Horoskope werden für überpersönliche Ereignisse erstellt. Dazu gehören beispielsweise die Gründung eines Staates, einer Firma oder eines Vereins, einer Partei oder Organisation, Wahlen jeder Art, Aktienemissionen, Grundsteinlegungen und Krönungen, Eröffnungen von Veranstaltungen jeder Form, Vereidigungen und Amtseinführungen beispielsweise von Politikern, Schiffstaufen und Währungseinführungen, Inbetriebnahmen von technischen Einrichtungen, Attentate und Katastrophen usw. Wie beim Geburtshoroskop braucht man dafür einen Ort und exakten Zeitpunkt. Die Deutungen dieser Horoskope unterscheiden sich grundsätzlich erheblich von Geburtshoroskop-Deutungen, aber auch von den Deutungen eines stundenastrologischen Fragehoroskops. Sie setzen daher spezielle Kenntnisse voraus.
Gerade mundanastrologische Prognosen zum Jahresanfang und Deutungen von Mundanhoroskopen sorgen immer wieder für Schlagzeilen in den Medien. Systematische Überprüfungen der Prognosen zeigen, dass publizierte mundanastrologische Prognosen allermeist falsch lagen.

### Komposit
In der praktischen Astrologie ist ein Komposit (oder Composit) ein aus 2 oder mehr Horoskopen erzeugtes Beziehungs- oder Partnerhoroskop, das errechnet wird aus dem arithmetischen Mittel der räumlichen Positionen von jeweils 2 gleichen Planeten. Ist beispielsweise A die Koordinate des Planeten Venus von Person 1 und ist B die Koordinate der Venus bei Person 2 so ist die Koordinate der Venus im Komposit-Chart (A + B) / 2. Bei diesem Verfahren entstehen aufgrund des 360°-Kreises des Horoskopes zwei Mittelpunkts-Positionen zwischen den beiden gemittelten Horoskopfaktoren, eine im kürzeren und eine im längeren Weg zwischen den beiden Horoskopfaktoren, wobei im Komposit nun die Mittelpunkts-Position des kürzeren Weges berücksichtigt wird.
Das Komposit ist ein künstliches, fiktives Horoskop, es führt zudem speziell bei der Stellung von Venus und Merkur im Komposit zu tatsächlich nicht möglichen Elongationen zur Komposit-Sonne. Weil es auf keinen real möglichen Daten beruht, können mit dem Komposit-Horoskop kaum Methoden und Prognose-Methoden genutzt werden, die vom Komposit abgeleitet werden müssten.

### Kombin
Ein Kombin ist in der Astrologie ein Partnerschaftshoroskop, das errechnet wird aus dem arithmetischen Mittel der Geburtszeiten und der Koordinaten der Geburtsorte zweier Personen, wodurch sozusagen eine neue, reale Geburtszeit samt Geburtsort, ein neues, eigenständiges „Geburtshoroskop“ entsteht. Mit dem Kombin soll das Ziel einer Beziehung zweier Individuen gedeutet werden; es wird wie ein übliches Geburtshoroskop verwendet, zum Beispiel bei der Berechnung von Transit, Solar-Horoskopen und Sonnenbogen-Progression etc. Es stellt neben Komposit und Synastrie eine der Methoden der Beziehungs-Astrologie dar und ist etwas schwieriger zu berechnen.

### Synastrie

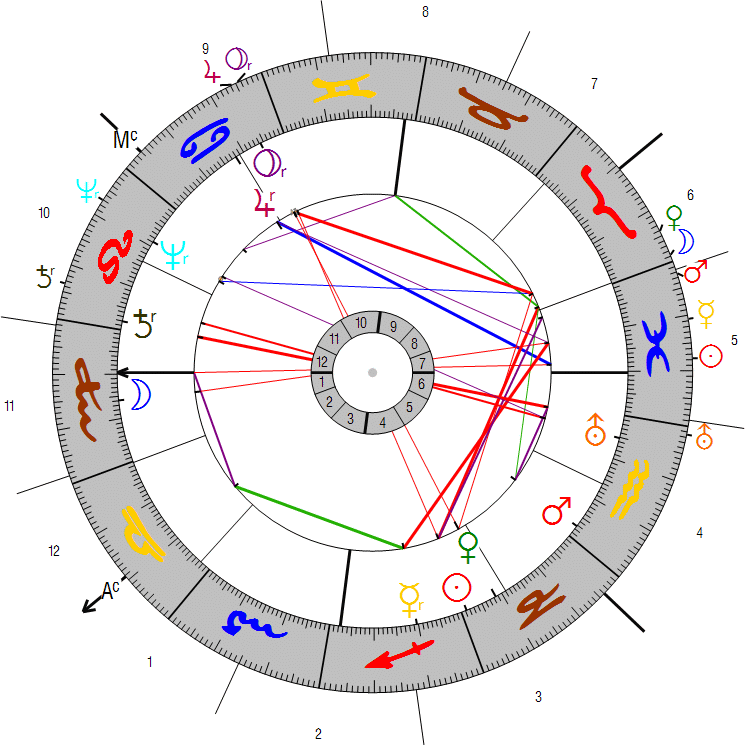
Synastrie der Geburtshoroskope zweier Personen: Loki Schmidt (außen) und Helmut Schmidt (innen). Rote Linien ~ disharmonische, grüne und blaue Linien ~ harmonische Winkel (Aspekte) zwischen den Gestirnen der beiden Horoskope

Das Wort Synastrie wird vom griechischen Präfix syn („zusammen“) und dem griechischen Wortstamm astro („Stern“) abgeleitet. Synastrien sind keine eigenständige Horoskopart, sie werden aus zwei oder mehr Horoskop-Abbildungen erstellt. Werden die Geburtshoroskope zweier Menschen übereinander gelegt, es können auch mehr Geburtshoroskope sein, dann spricht man häufig von einem Synastrie-Chart oder einem Partnerbild. Bei der Synastrie-Deutung werden zwei Geburtshoroskope errechnet und miteinander verglichen. Eine Synastrie kann man für alles erstellen, das miteinander in Beziehung steht, beispielsweise für Mutter und Kind, für Geschwister, Kollegen, Freunde oder für ein Liebespaar.

## Die Horoskophäuser
Der genaue Zeitpunkt und der geographische Ort, für den ein geozentrisches Horoskop berechnet wird, bestimmen die Position der „Häuser“, auch Felder genannt, die sich aus der Momentaufnahme der Erdrotation errechnet. Die Häuser sind die Darstellung des geozentrischen Blickwinkels von einem geographischen Punkt aus auf den Tierkreis. Der Ekliptikgrad, der gerade über den Horizont steigt, wird Aszendent (Asz.) genannt und markiert den Beginn des ersten Hauses. Es folgen drei Häuser bis zum Punkt der unteren Kulmination des Tierkreises, das heißt dem tiefsten Punkt unter dem Horizont, dann drei Häuser bis zum gerade untergehenden Punkt des Tierkreises (Deszendent, DC), drei Häuser zur oberen Kulmination, und schließlich drei Häuser zurück zum Aszendenten. Wegen des Winkels von rund 23° 26′ zwischen der Erdbahn-Ebene und dem Äquator sind die Häuser im Allgemeinen auf der Ekliptik unterschiedlich groß.
Je nach astrologischer Schule oder Richtung werden die Häuser teilweise nach verschiedenen Systemen berechnet, die zu abweichenden oder sogar sich widersprechenden Aussagen führen können. Es gibt mindestens ein Dutzend, wahrscheinlich mehr als 20 bis womöglich 50 verschiedene Häusersysteme bzw. Häusereinteilungen. Ein Häusersystem ist jenes nach Campanus von Novara, andere nach Porphyrios und Regiomontanus, Placidus de Titis oder Walter Koch. Beim äqualen System werden die Häuser vom Aszendenten aus gleich groß in 30°-Abschnitten dargestellt. Bei den anderen Systemen sind die Häuser je nach der verwendeten Projektionsebene unterschiedlich groß. Der Aszendent markiert die Spitze des ersten Hauses, von welchem aus man nun die übrigen, gegen den Uhrzeigersinn, zählt. Die Häuser folgen der Reihe nach aufeinander als 1. bis 12. Haus.

## Prognosemethoden mit Horoskopen
Das Solar-Horoskop bzw. Solar ist die derzeit in der westlichen Horoskop-Astrologie vermutlich am häufigsten verwendete Prognosemethode mit einem Horoskop. Meist wird es auf Basis eines Geburtshoroskopes erstellt. Der früher manchmal genutzte Begriff der „Solar-Revolution“ macht deutlicher, dass das Solarhoroskop für den Augenblick der exakten Wiederkehr der laufenden Sonne zur Sonnen-Position im Geburtshoroskop berechnet wird. Mit dem exakten Wiederkehrzeitpunkt der laufenden Sonne wird entweder auf den Geburtsort oder häufig auf den aktuellen Wohnort des Betroffenen, der Betroffenen, ein eigenständiges Horoskop, eine eigenständige Horoskopgrafik konstruiert. Nach astrologischer Tradition soll es mit zeitlichen Übergängen von bis zu drei Monaten für astrologische Vorhersagen zu Ereignissen und Lebensentwicklungen von Geburtstag zu Geburtstag reichen. Das Solar wird vielfach sowohl für sich interpretiert wie in Synastrie mit dem Geburtshoroskop.
Häufig wird auch das Lunar oder Lunarhoroskop für astrologische Vorhersagen genutzt, wie beim Solar meist von Geburtshoroskopen abgeleitet. Berechnungsgrundlage ist dabei der exakte Wiederkehrzeitpunkt des laufenden Mondes auf die Position des Mondes im Geburtshoroskop. Darauf wird ein eigenständiges Horoskop erstellt, wie beim Solar meist für den Geburtsort oder den aktuellen Wohnort. Das Lunar ist nach astrologischer Überlieferung und Praxis mehr für „Feinprognosen“, besonders zur emotionalen bzw. inneren Entwicklung des Betroffenen entsprechend den astrologischen Qualitäten des Mondes, im Zeitraum von Mond-Wiederkehr zu Mond-Wiederkehr geeignet, also für vier Wochen. Vielfach wird es, analog zum Solar, eigenständig wie auch in Synastrie mit dem Geburtshoroskop gedeutet.
Im progressiven Horoskop, Progression, ist eine zeitliche Entsprechung zu finden. Danach entspricht der erste Lebenstag (24 Stunden) nach der Geburt dem ersten Lebensjahr (365 Tage). Der 30. Lebenstag entspricht dem 30. Lebensjahr usw. Die Positionen nach der Geburt von Sonne, Mond, Mondknoten, MC und Aszendent sowie der Planeten lassen sich zu jedem beliebigen Zeitpunkt berechnen und ergeben ein neues Horoskop. Es heißt progressives Horoskop und wird oft auch in Synastrie mit dem Geburtshoroskop gedeutet. Die progressiven Stände von Sonne, Mond und MC symbolisieren auch Zeitanzeiger für das Jahr (Sonne p), für den Monat (Mond p) und für den Tag (MC p).
Sonnenbogen-Direktion: Sonne progressiv ist eine Sonnen-Position. Ein Tag des Lebens von Geburt an wird wie ein Lebensjahr gewertet; der erste Tag des Lebens entspricht dem ersten Jahr. Der siebte Tag dem siebten Jahr usw. Jede Position, welche die Sonne in Tagen nach der Geburt erreicht, heißt progressiver Sonnenstand. Der Winkelabstand zwischen Sonne radix und Sonne progressiv heißt Sonnenbogen. Dieser ist für jeden Menschen der individuelle Direktionsbogen. Mit dem Sonnenbogen werden alle Radix-Faktoren dirigiert. Entsprechend wird die Sonnenbogen-Direktion meist mit dem Geburtshoroskop kombiniert, in Synastrie gesetzt, weil im Sonnenbogen-Horoskop selber sich aufgrund des – für alle Horoskop-Faktoren wie den Planeten und Häusern – gleichen Sonnenbogens weder die Hausstellung der Planeten, noch die Aspekte zwischen ihnen ändern.
Begründet wird die Sonnenbogen-Direktion mit der Annahme, dass die Sonne alles Körperliche als Form oder Gefäß symbolisiert. Für den Menschen symbolisiert die Sonne den ganzen Körper mit allen physischen, geistigen und seelischen Merkmalen. Der Körper trägt die Seele des Menschen. Deshalb gehören Körper und Seele zusammen. Der Mensch auf der Erde macht die Reise (Bewegung) der Erde um die Sonne mit. Darum dürfen mit dem Sonnenbogen alle anderen Radix-Faktoren dirigiert werden.

## Wissenschaftliche Einordnung
Die Tradition der Erstellung von Horoskopen beruht auf der Vorstellung, aus der Position und Bewegung der Himmelskörper könnten Rückschlüsse auf zukünftige Ereignisse und auf die Persönlichkeit eines Menschen gezogen werden. Diese Annahme galt bis ins 17. Jahrhundert hinein als wissenschaftlich plausibel. So verdiente etwa der Astronom Johannes Kepler, der als erster die für die Horoskope wichtigen Planetenpositionen zur Geburtsstunde genügend genau zu berechnen verstand, seinen Lebensunterhalt auch als Astrologe. Trotz dieser Verbesserungen wurde die geringe Treffsicherheit der Vorhersagen allerdings nicht besser. Ab dem 17. Jahrhundert kam im Zuge der Aufklärung eine Skepsis gegenüber der astrologischen Sichtweise auf. Die Astrologie verlor recht schnell ihren Status als Wissenschaft und wurde dem Aberglauben zugerechnet. Die dem Horoskop ursprünglich zugrunde liegende Vorstellung vom Aufbau des Universums und den Wirkkräften ist inzwischen überholt.
Als Reaktion auf den neuerlichen Boom der Astrologie seit den späten 1960er Jahren wurden wissenschaftliche Studien durchgeführt, in denen Aussagen von Astrologen, welche diese aufgrund der Deutung von Geburtshoroskopen machten, überprüft wurden. Eine der bekanntesten Untersuchungen ist der Doppel-Blindtest von Shawn Carlson, der 1985 in der Fachzeitschrift Nature publiziert wurde. Hier, wie bei allen anderen bekannten wissenschaftlichen Tests, zeigen Geburtshoroskop-Deutungen keine über den Zufall hinausgehende Trefferquote. Zudem wird beispielsweise ein Geburtshoroskop von verschiedenen Astrologen und Astrologie-Richtungen öfter teils recht unterschiedlich und teils sogar gegensätzlich gedeutet. Daher dient die Erstellung und Deutung von Horoskopen bzw. Geburtshoroskopen aus wissenschaftlicher Sicht nicht der Gewinnung von Erkenntnissen. Geburtshoroskop-Deutungen – und vorhergesagte Ereignisse – basieren meist auf so allgemeingültig und ungenau gefassten Deutungsaussagen, dass sich viele Menschen davon als zutreffend beschrieben fühlen, was als Barnum-Effekt bekannt wurde.